# Philippa de Vitré
Philippa de Vitré (née vers 1225 et morte le 16 septembre 1254 à Paris) aussi appelée Philippette, est la dernière baronne de Vitré et dame d'Aubigné de la famille de Vitré

## Origine
Philippa de Vitré est la fille aînée d'André III de Vitré tué en 1250 lors de la Bataille de Mansourah et de sa première épouse Catherine de Thouars dame d'Aubigné, seconde fille de la duchesse Constance de Bretagne et sœur Alix de Thouars .  En 1239, Philippa reçoit elle-même en dot la terre d'Aubigné, lors de son mariage avec Guy VII de Laval.

## Héritière de Vitré
Philippa devient l'héritière de Vitré à la mort de son demi-frère cadet André IV (mort le 15 mars 1251), fils d'André III et de sa seconde Thomasse de La Guerche, mort en bas âge. Elle avait épousé en 1239 Guy VII de Laval qui réunit par cette union les fiefs de Laval et Vitré.

## Postérité
De son union elle laisse deux enfants :
- Catherine de Montmorency épouse en 1265 d'Hervé IV de Léon dit le Prodigue ;
- Guy VIII de Montmorency dit de Laval (mort en 1295), seigneur de Vitré, d'Aubigné, de Laval et d'Olivet.

## Sources
- Amédée Guillotin de Corson Les grandes seigneuries de Haute-Bretagne II, 2 volumes 1897-1899 réédition Le Livre d'Histoire,  Paris (1999)  (ISBN 2844350305)
- Frédéric Morvan la Chevalerie de Bretagne et la formation de l'armée ducale 1260-1341 Presses Universitaires de Rennes, Rennes 2009,  (ISBN 9782753508279) « Généalogie no 39 : les seigneurs de Vitré (Montmorency-Laval) ».